# Charvonnex
Charvonnex település Franciaországban, Haute-Savoie megyében. Lakosainak száma 1545 fő (2022. január 1.). Charvonnex Groisy, Villy-le-Pelloux és Fillière községekkel határos.

## Népesség
A település népességének változása:
| Lakosok száma | 1210 | 1261 | 1355 | 1356 | 1392 | 1428 | 1454 | 1524 | 1545 |
|               | 2013 | 2015 | 2016 | 2017 | 2018 | 2019 | 2020 | 2021 | 2022 |